# Tornillo
El tornillo es una máquina simple que deriva directamente de una pieza metálica y siempre trabaja asociado a un orificio roscado. Básicamente puede definirse como un plano inclinado enrollado sobre un cilindro, o lo que es más realista, un surco helicoidal tallado en la superficie de un cilindro (si está tallado sobre un cilindro afilado o un cono tendremos un tirafondo). En él se distinguen tres partes básicas: cabeza, cuello y rosca.

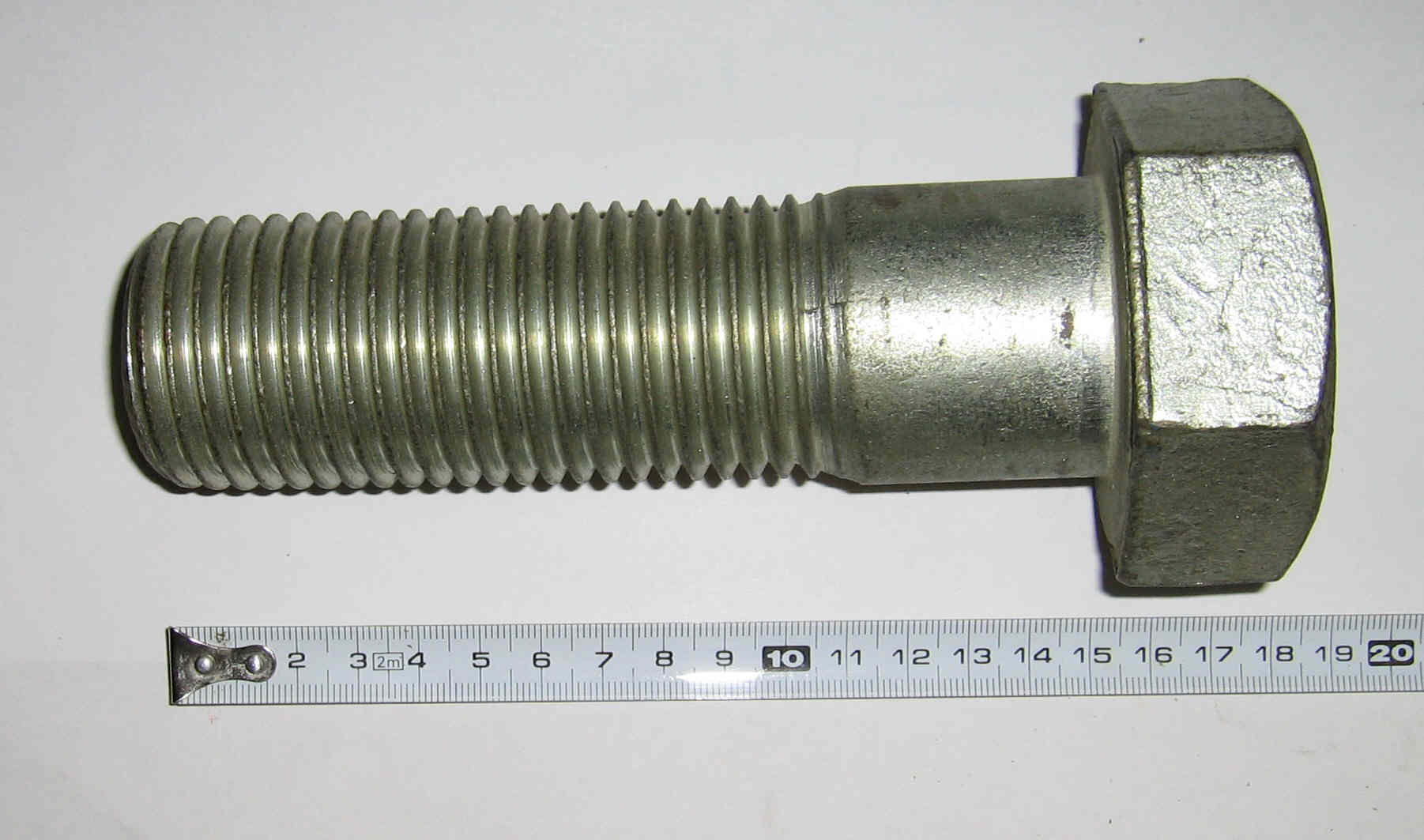
Tornillo con cabeza hexagonal

El tornillo deriva directamente de la máquina simple conocida como plano inclinado y siempre trabaja asociado a un orificio roscado. Los tornillos permiten que las piezas sujetas con los mismos puedan ser desmontadas cuando lo requiera.

## Características de los tornillos
Los tornillos están fabricados en muchos materiales y aleaciones; en los tornillos realizados en plástico su resistencia está relacionada con la del material empleado. Un tornillo de aluminio será más ligero que uno de acero (aleación de hierro y carbono), pero será menos resistente ya que el acero tiene mejor capacidad metalúrgica que el aluminio; una aleación de duraluminio mejorará las capacidades de resistencia del aluminio pero disminuirá las de tenacidad, ya que al endurecer el aluminio con silicio o metales como cromo o titanio, se aumentará su dureza pero también su coeficiente de fragilidad a partirse. Los metales más duros son menos tenaces ya que son cualidades antagónicas. La mayoría de las aleaciones especiales de aceros, bronces y aceros inoxidables contienen una proporción de metales variable para adecuar su uso a una aplicación determinada.
Siempre hay que usar el tornillo adecuado para cada aplicación. Si se usa un tornillo con demasiada resistencia de tensión (dureza) que no está ajustado al valor de diseño, podría romperse, como se rompe un cristal, por ser demasiado duro. Esto es porque los tornillos de alta tensión tienen menor resistencia a la fatiga (tenacidad) que los tornillos con un valor de tensión más bajo. Un tornillo compuesto por una aleación más blanda se podría deformar, pero sin llegar a partirse, con lo cual quizá no podría desmontarse pero seguiría cumpliendo su misión de unión.
El estándar ISO se marca con dos números sobre la cabeza del tornillo, por ejemplo "8.8". El primer número indica la resistencia de tensión (la dureza del material); el segundo número significa la resistencia a punto cedente, es decir, la tenacidad del material. Si un tornillo está marcado como 8.8, tiene una dureza (resistencia de tensión) de 800  MPa (megapascales), y una tenacidad (resistencia de tensión) del 80 %. Una marca de 10.9 indica un valor de tensión de 1000 MPa con una resistencia a punto cedente de 900 MPa, 90 % de resistencia de tensión.
Los tornillos pueden soportar hasta un mayor peso o tracción, pero rebasada su capacidad se rajarán, pudiendo quebrarse. Los tornillos fabricados con aleaciones más duras pueden soportar un mayor peso o tracción, pero tienen igualmente un límite y menor tenacidad que los tornillos fabricados en aleaciones más blandas. Si usa un tornillo que ha sido sobreajustado, sea cual sea su dureza, puede quebrarse con facilidad ya que su resistencia de tensión (tenacidad) es muy baja.
Los tornillos los definen las siguientes características:
- Diámetro exterior de la caña: en el sistema métrico se expresa en mm y en el sistema inglés en fracciones de pulgada.
- Tipo de rosca: métrica, Whitworth, trapecial, redonda, en diente de sierra, eléctrica, etc. Las roscas pueden ser exteriores o machos (tornillos) o bien interiores o hembras (tuercas), debiendo ser sus magnitudes coherentes para que ambos elementos puedan enroscarse.
- Términos de rosca: Existen dos términos de rosca que determinan el uso del tornillo en función de la separación del filete o hilo, o la extensión del fondo: a mayor separación entre los filetes menor compresión y torque; a menor separación entre los filetes más aumenta el torque y la compresión. Los tornillos con mayor separación en sus filetes se denominan bajo el término de rosca "NC" (National Coarse), rosca gruesa, mientras que los que tienen menor separación se denominan bajo el término "NTF" (National Thread Fine) o "NF" (National Fine), rosca fina. Esto determina su función, ya que los tornillos de término "NC" son utilizados para anclajes superficiales, mientras que los de tipo "NTF" o "NF" son utilizados para sistemas de gases y fluidos debido a la presión que pueden ejercer.
- Paso de la rosca: distancia que hay entre dos crestas sucesivas. En el sistema métrico se expresa en mm y en el sistema inglés por el número de hilos que hay en una pulgada.
- Sentido de la hélice de la rosca: a derechas o a izquierdas. La mayoría de la tornillería tiene rosca a derechas, pero para aplicaciones especiales, como en ejes de máquinas, contratuercas, etc, tienen alguna vez rosca a izquierdas. Los tornillos de las ruedas de los vehículos industriales tienen roscas de diferente sentido en los tornillos de las ruedas de la derecha (a derechas) que en los de la izquierda (a izquierdas). Esto se debe a que de esta forma los tornillos tienden a apretarse cuando las ruedas giran en el sentido de la marcha. Asimismo, la combinación de roscas a derechas y a izquierdas es utilizada en tensores roscados. El tipo de rosca, métrica o Whitworth, aparte de ser debida al país de origen, tiene distintas características físicas: la rosca inglesa o Whitworth tiene un paso más reducido, por lo cual la rosca métrica tiene una mayor tendencia a aflojarse sola por el movimiento de las piezas. Para evitar este problema se optó por diversas soluciones, como crear variantes de rosca métrica de paso más reducido o usar tuercas y arandelas especiales que impiden más eficazmente que las piezas en movimiento se aflojen solas.
- Material constituyente y resistencia mecánica que tienen: salvo excepciones, la mayor parte de tornillos son de acero en diferentes grados de aleación y con diferente resistencia mecánica. Para madera se utilizan mucho los tornillos de latón.
- Tipo de cabeza: en estrella o Phillips, Bristol, de pala y algunos otros especiales como torx.

## Tipos de tornillos
El término tornillo se utiliza generalmente en forma genérica: son muchas las variedades de materiales, tipos y tamaños que existen. Una primera clasificación puede ser la siguiente:
- Tornillos tirafondos para madera
- Autorroscantes y autoperforantes para chapas metálicas y maderas duras
- Tornillos tirafondos para paredes y muros de edificios
- Tornillos de roscas cilíndricas
- Varillas roscadas de un metro de longitud

### Tornillos para madera

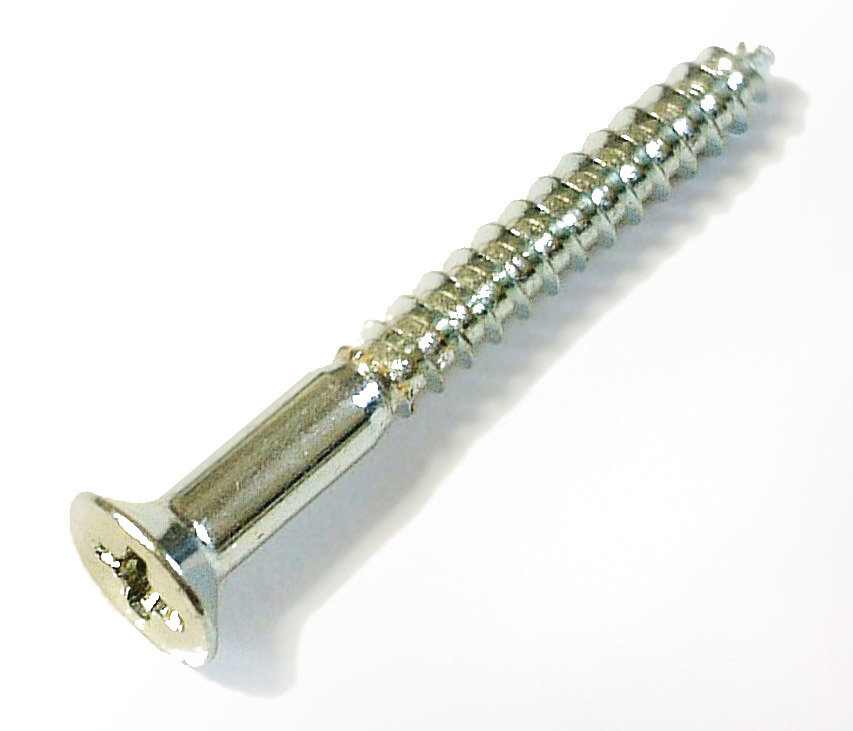
Tornillo con rosca para madera.

Los tornillos para madera reciben el nombre de tirafondo para madera. Su tamaño y calidad está regulado por la norma DIN-97 y tienen una rosca que ocupa 3/4 de la longitud de la espiga. Pueden ser de acero dulce, inoxidable, latón, cobre, bronce o aluminio, y pueden estar galvanizados, niquelados, bicromatados, etc.
Este tipo de tornillo se estrecha en la punta como una forma de ir abriendo camino a medida que se inserta para facilitar el autorroscado, porque no es necesario hacer un agujero previo, y el filete es afilado y cortante. Normalmente se atornillan con destornillador eléctrico o manual.
Sus cabezas pueden ser planas, ovales o redondeadas; cada cual cumplirá una función específica.
Cabeza plana: se usa en carpintería, en general, en donde es necesario dejar la cabeza del tornillo sumergida o a ras con la superficie.
Cabeza puntiaguda: la porción inferior de la cabeza tiene una forma que le permite hundirse en la superficie y dejar sobresaliendo sólo la parte superior redondeada. Son más fáciles para sacar y tienen mejor presentación que los de cabeza plana. Se usan para fijación de elementos metálicos, como herramientas o chapas de picaportes.
Cabeza redondeada: se usa para fijar piezas demasiado delgadas como para permitir que el tornillo se hunda en ellas; también para unir partes que requerirán arandelas. En general se emplean para funciones similares a los de cabeza oval, pero en agujeros sin avellanar. Este tipo de tornillo resulta muy fácil de remover.
Las cabezas pueden ser de diferentes clases:
Cabeza fresada (ranura recta): tienen las ranuras rectas tradicionales.
Cabeza Phillips: tienen ranuras en forma de cruz para minimizar la posibilidad de que el destornillador se deslice.
Cabeza tipo Allen: con un hueco hexagonal, para encajar una llave Allen.
Cabeza Torx: con un hueco en la cabeza en forma de estrella de diseño exclusivo Torx.
Las características que definen a los tornillos de madera son: tipo de cabeza, material constituyente, diámetro de la caña y longitud.

### Tornillos tirafondos para paredes y madera DIN-571
Hay una variedad de tornillos que son más gruesos que los clásicos de madera, que se llaman tirafondos y se utilizan mucho para atornillar los soportes de elementos pesados que vayan colgados en las paredes de los edificios, como por ejemplo, toldos, aparatos de aire acondicionado, etc. En estos casos se perfora la pared al diámetro del tornillo elegido, y se inserta un taco de plástico, a continuación se atornilla el tornillo que rosca a presión el taco de plástico y así queda sujeto firmemente el soporte. También se utiliza por ejemplo para el atornillado de la madera de grandes embalajes. Estos tornillos tienen la cabeza hexagonal y una gama de M5 a M12.

Diferentes tipos de cabeza de tornillos de chapa.

### Autorroscantes y autoperforantes para chapas metálicas y maderas duras

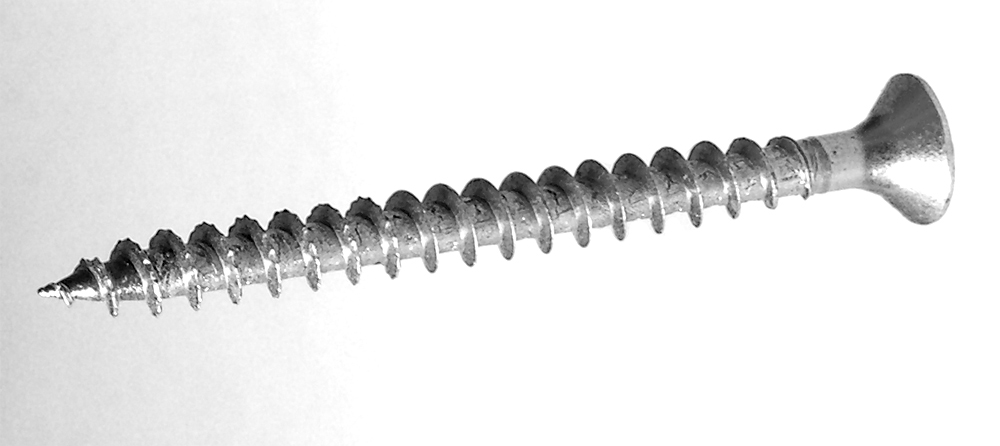
Tornillo autorroscante.

Ambos tipos de tornillos pueden abrir su propio camino. Se fabrican en una amplia variedad de formas especiales. Se selecciona el adecuado atendiendo al tipo de trabajo que realizará y el material en el cual se empleará.
Los autorroscantes tienen la mayor parte de su caña cilíndrica y el extremo en forma cónica. Pueden ser de cabeza plana, oval, redondeada o chata. La rosca es delgada, con su fondo plano, para que la plancha se aloje en él. Se usan en láminas o perfiles metálicos, porque permiten unir metal con madera, metal con metal, metal con plástico o con otros materiales. Estos tornillos son completamente tratados (desde la punta hasta la cabeza) y sus bordes son más afilados que los de los tornillos para madera.
En los autoperforantes su punta es una broca, lo que evita tener que hacer perforaciones guías para instalarlos. Se usan para metales más pesados: van cortando una rosca por delante de la pieza principal del tornillo.
Las dimensiones, tipo de cabeza y calidad están regulados por normas DIN. Estas normas son requerimientos técnicos de calidad y seguridad establecidos por el Instituto Alemán de Normalización y se aplican en la industria, el comercio, la ciencia, etc. Son especialmente consideradas en lo que a mecanismos y piezas industriales se refiere, como es el caso de los tornillos, tuercas, arandelas, etc. 
Se usan también para ser fijados en las paredes por medio de anclajes de plástico llamados tacos o ramplugs.

### Tornillos de rosca cilíndrica para uniones metálicas

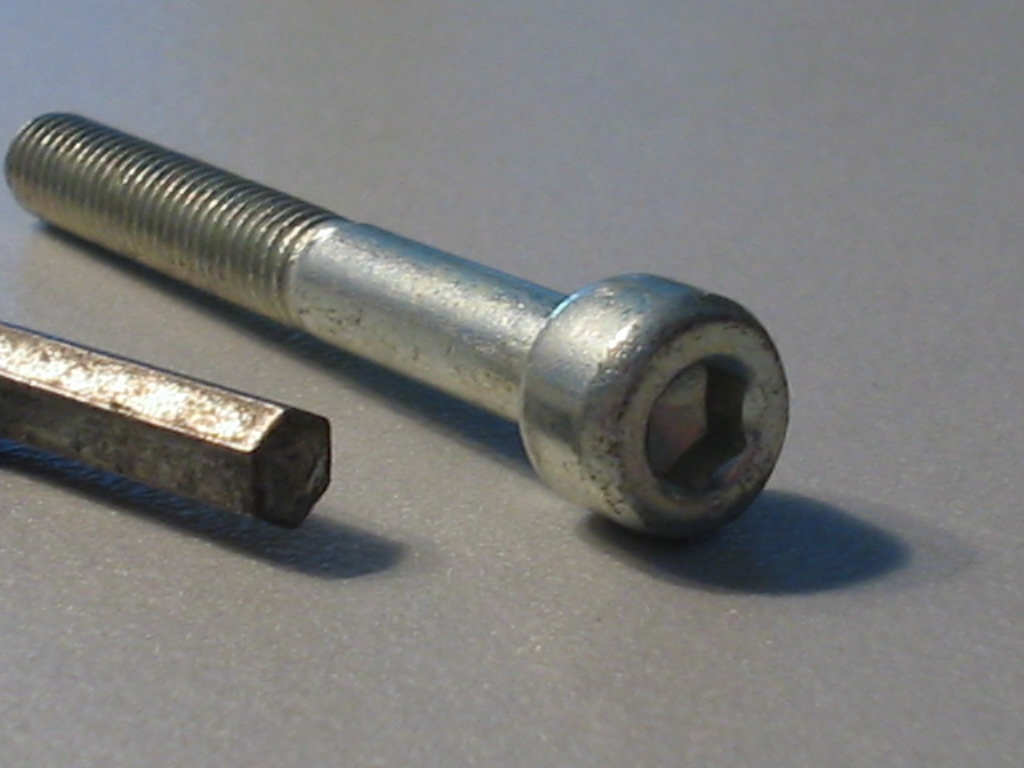
Tornillo con cabeza Allen (hexagonal) DIN 912 y la llave correspondiente

Para la unión de piezas metálicas se utilizan tornillos con rosca triangular que pueden ir atornillados en un agujero ciego o en una tuerca con arandela en un agujero pasante.
Este tipo de tornillos es el que se utiliza normalmente en las máquinas y lo más importante que se requiere de los mismos es que soporten bien los esfuerzos a los que están sometidos y que no se aflojen durante el funcionamiento de la máquina donde están insertados.
Lo destacable de estos tornillos es el sistema de rosca y el tipo de cabeza que tengan puesto que hay variaciones de unos sistemas a otros. Por el sistema de rosca los más usados son los siguientes
- Rosca métrica de paso normal o paso fino
- Rosca «inglesa» (británica) Whitworth de paso normal o fino
- Rosca «americana» (estadounidense) SAE

Por el tipo de cabeza que tengan, los tornillos más utilizados son los siguientes:

Tornillo fijado en agujero ciego.

- Cabeza hexagonal: tipo DIN 933 y DIN 931
- Cabeza Allen: tipo DIN 912
- Cabeza avellanada
- Cabeza cilíndrica: tipo DIN 84
- Cabeza torx (con forma de estrella de seis puntas)

## Dibujo de roscas y tornillos

Tornillo fijado con tuerca y arandela

De acuerdo a la Iram 4520* (1999), en su ítem 2.1.2 “Representación convencional “, normalmente por convención, la representación de los filetes y de las partes roscadas en todos los tipos de dibujo técnico se simplifican como lo muestra la figura adjunta (representación gráfica de un tornillo). Tanto en los tornillos como en los agujeros roscados la cresta que representa el coronamiento de la rosca se representa con trazo continuo grueso y la raíz con trazo fino. En vistas ocultas, ambas se trazan con trazo fino discontinuo. En las secciones, el rayado se prolonga hasta la corona. En una vista de frente de un tornillo, la línea que representa la raíz (diámetro al fondo de una rosca) abarcará aproximadamente 3/4 de circunferencia para evitar errores de interpretación (preferentemente abierto en el cuadrante superior derecho). En los dibujos de partes roscadas ensambladas (conjuntos), las líneas que representan la rosca externa (tornillo, perno roscado, tubo), se mostrará siempre cubriendo la interna y no estará oculta por ella. 
Se entiende por coronamiento al diámetro mayor en roscas externas (diámetro nominal de la rosca) y al diámetro menor en roscas internas (diámetro del agujero).
Cuando hablamos de raíz, se refiere normalmente al diámetro menor en roscas externas (diámetro al fondo de la rosca) y al diámetro mayor en roscas internas (diámetro nominal de la rosca).

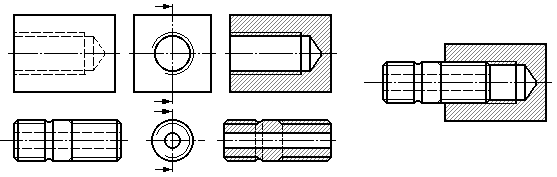
Representación gráfica de un tornillo.

## Cabezas
El diseño de las cabezas de los tornillos responde, en general, a dos necesidades: por un lado, conseguir la superficie de apoyo adecuada para la herramienta de apriete de forma tal que se pueda alcanzar la fuerza necesaria sin que la cabeza se rompa o deforme. Por otro, necesidades de seguridad implican (incluso en reglamentos oficiales de obligado cumplimiento) que ciertos dispositivos requieran herramientas especiales para la apertura, lo que exige que el tornillo (si este es el medio elegido para asegurar el cierre) no pueda desenroscarse con un destornillador convencional, dificultando así que personal no autorizado acceda al interior.

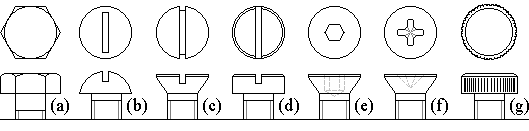
Tipos de cabezas de tornillo

Así, se tienen cabezas de distintas formas:
- hexagonal (a)
- redonda o alomada (b)
- cilíndrica (d, g)
- avellanada (c, e, f)
- combinadas con distintos sistemas de apriete:
  - hexagonal (a) o cuadrada para llave inglesa,
  - ranura o entalla (b, c, d) y
  - Phillips o estrella (f) para destornillador,
  - agujero hexagonal (e) para llave Allen,
  - moleteado (g) para apriete manual, etc.

### Tornillos comerciales de cabeza hexagonal

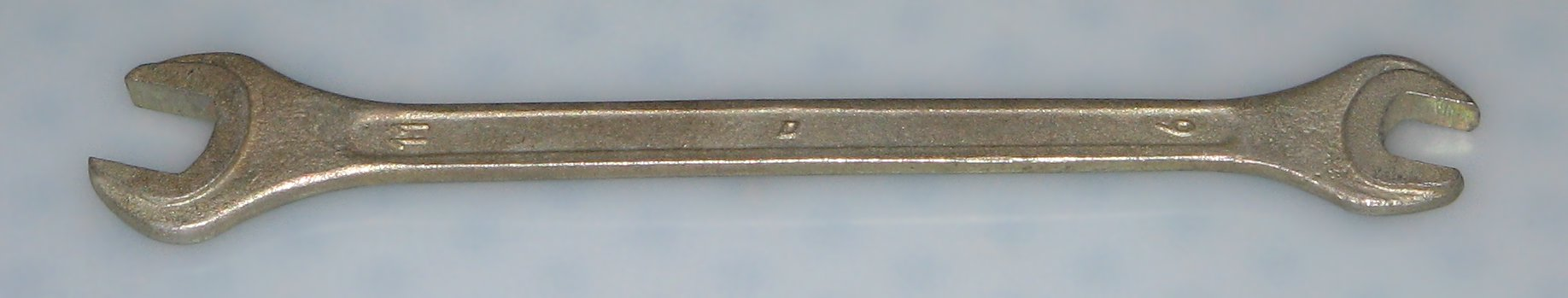
Llave de bocas fijas.

A partir de determinados diámetros, lo normal es que la cabeza de los tornillos comerciales sea hexagonal, principalmente los que enroscan en piezas metálicas o en su correspondiente tuerca. Hay varios tipos de tornillos comerciales de cabeza hexagonal fabricados según normas DIN que difieren unos de otros en la longitud de la rosca que tienen sus cañas.

### Tornillos comerciales con cabeza Allen

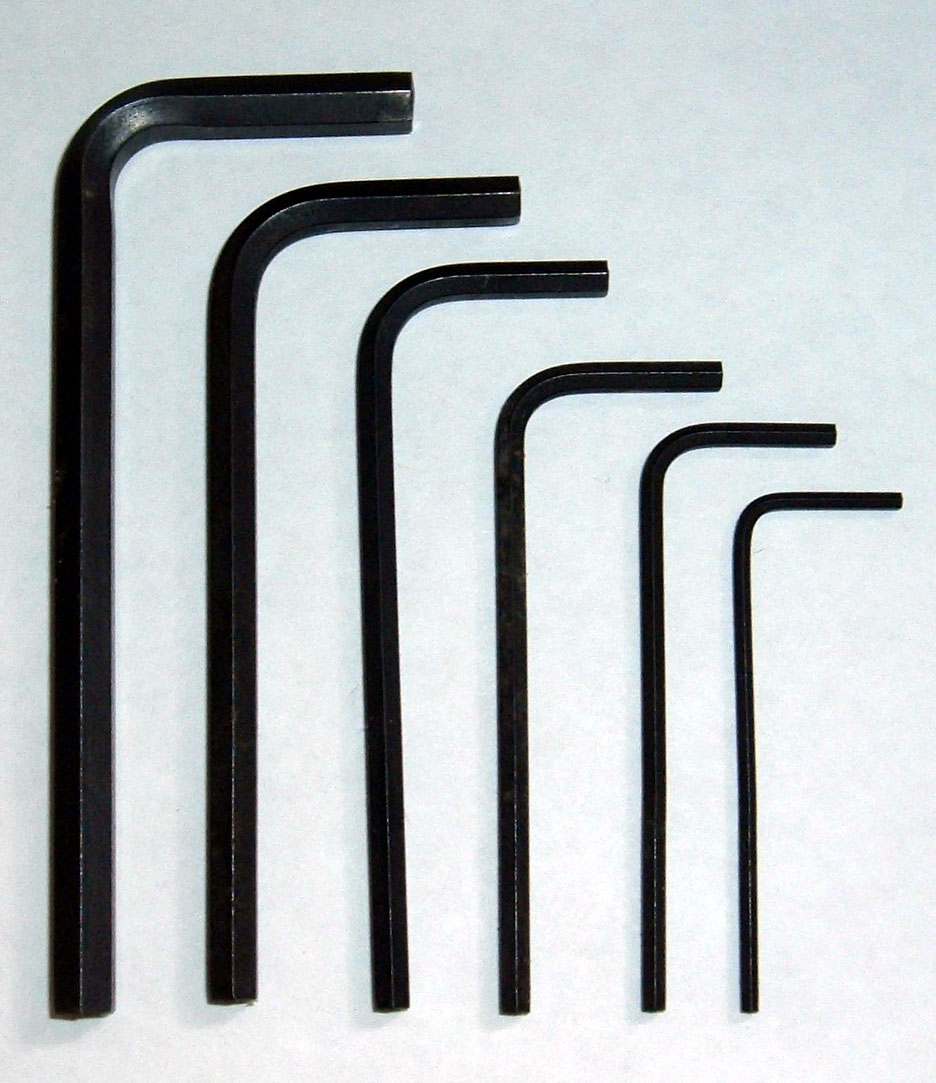
Juego de llaves Allen.

Al igual que con las cabezas hexagonales hay varios modelos de tornillos con cabeza Allen todos ellos normalizados según las normas DIN correspondiente. Los tornillos con cabeza hexagonal se utilizan principalmente cuando se desean superficies lisas y las fuerzas de apriete no son muy elevadas.
Normalmente, este tipo de tornillo se utiliza en trabajos de matricería ya que la cabeza queda embutida dentro de los moldes. También se utiliza para mecánica de automoción y motociclismo debido a la facilidad que da el apriete cuando se encuentran en lugares difíciles de acceder. Dependiendo de su grueso y a partir de un largo, viene con un cuello sin roscar.

### Tornillos para apriete con destornillador

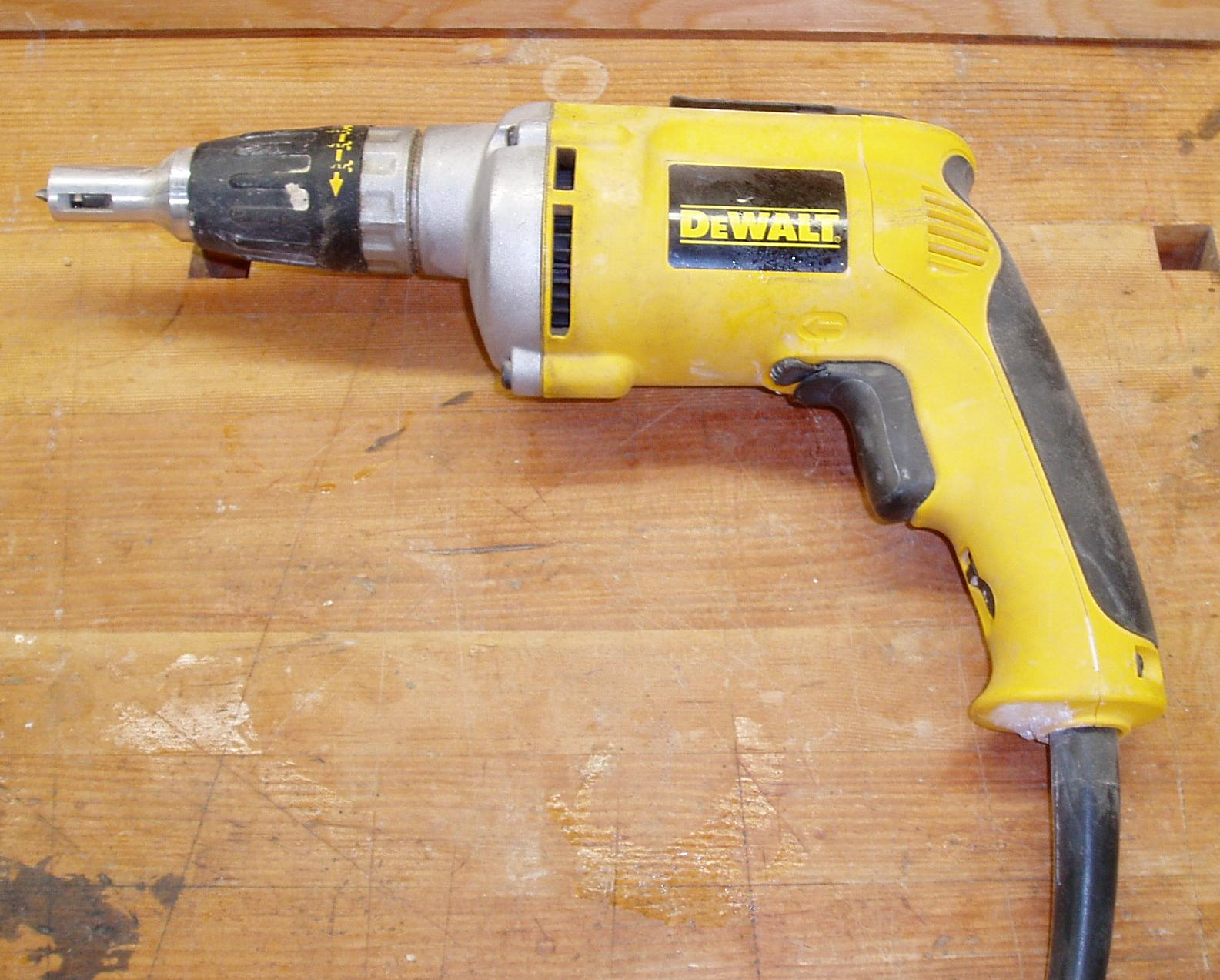
Destornillador eléctrico.

Con los modernos destornilladores eléctricos y neumáticos que existen el uso de tornillos de autorroscado se utiliza mucho en los diversos tipos de carpintería tanto de madera como metálica ya que es un sistema rápido de atornillado. En el atornillado de piezas metálicas se utiliza menos porque el par de apriete que se ejerce es bajo y está expuesto a que se afloje durante el funcionamiento de la máquina.

## Fabricación de tornillos
Los tornillos son elementos presentes en casi todos los campos de construcciones metálicas, de madera o de otras actividades, por eso hay muchos tipos, tamaños, y procesos de fabricación.
Desde el punto de vista de la utilización se pueden citar los siguientes tipos de tornillos.
- Tornillos para usos generales
- Tornillos de miniatura
- Tornillos de alta resistencia
- Tornillos inviolables
- Tornillos de precisión
- Tornillos grandes o especiales
- Tornillos de titanio

### Tornillería para usos generales

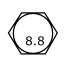
Tornillo calidad 8.8.

La producción actual de tornillería está muy automatizada tanto en lo que respecta a la estampación de la cabeza como a la laminación de la rosca. Por lo tanto es fácil encontrar en los establecimientos especializados el tornillo que se necesite, siempre que esté dentro de la gama normal de fabricación.
Los tornillos normales diferencian su calidad en función de la resistencia mecánica que tienen. La norma (EN ISO 898-1) establece el siguiente código de calidades 4.6, 5.6, 5.8, 6.8, 8.8, 10.9 y 12.9. Los fabricantes están obligados a estampar en la cabeza de los tornillos la calidad a la que pertenecen.
El primer número multiplicado por 100 nos indicará la resistencia a la rotura en Newtons/mm². Por lo tanto, un tornillo 10.9 tendrá una resistencia de 10*100=1.000 N/mm².
El segundo número indica que porcentaje del límite de rotura es el límite elástico (es la tensión máxima que puede soportar un material «elástico» sin sufrir deformaciones permanentes). Para traducirlo a algo más entendible, indica cuanto podemos apretar el tornillo sin que se deforme (y antes de partirse), por eso se indica como porcentaje. Por lo tanto, un tornillo 10.9 tendrá un límite elástico de 900 N/mm².
En cuanto a dimensiones todas están normalizadas por normas DIN, y los tamaños disponibles, en rosca métrica por ejemplo con cabeza hexagonal, oscilan entre M3 y M68; la longitud de los tornillos estándar es variable en un escalón de 5 mm, desde un mínimo a un máximo según sea su diámetro. Sin embargo, si fuese necesario disponer de forma esporádica de tornillos de mayor longitud, se fabrican unas varillas roscadas de 1 m de longitud, donde es posible cortar a la longitud que se desee obtener y con una fijación de dos tuercas por los extremos realizar la fijación que se desee.
| Clase de resistencia | Resistencia a rotura Rm en [N/mm²] | Límite elástico Re en [N/mm²] | Nota                                                                  |
| -------------------- | ---------------------------------- | ----------------------------- | --------------------------------------------------------------------- |
| 4.6                  | 400                                | 240                           |                                                                       |
| 5.6                  | 500                                | 300                           |                                                                       |
| 5.8                  | 500                                | 400                           |                                                                       |
| 6.8                  | 600                                | 480                           |                                                                       |
| 8.8                  | 800                                | 640                           | „Tornillos-HV“ Tornillos de alta resistencia para uniones pretensadas |
| 10.9                 | 1000                               | 900                           | „Tornillos-HV“ Tornillos de alta resistencia para uniones pretensadas |
| 12.9                 | 1200                               | 1080                          | „Tornillos-HV“ Tornillos de alta resistencia para uniones pretensadas |

### Tornillos de miniatura

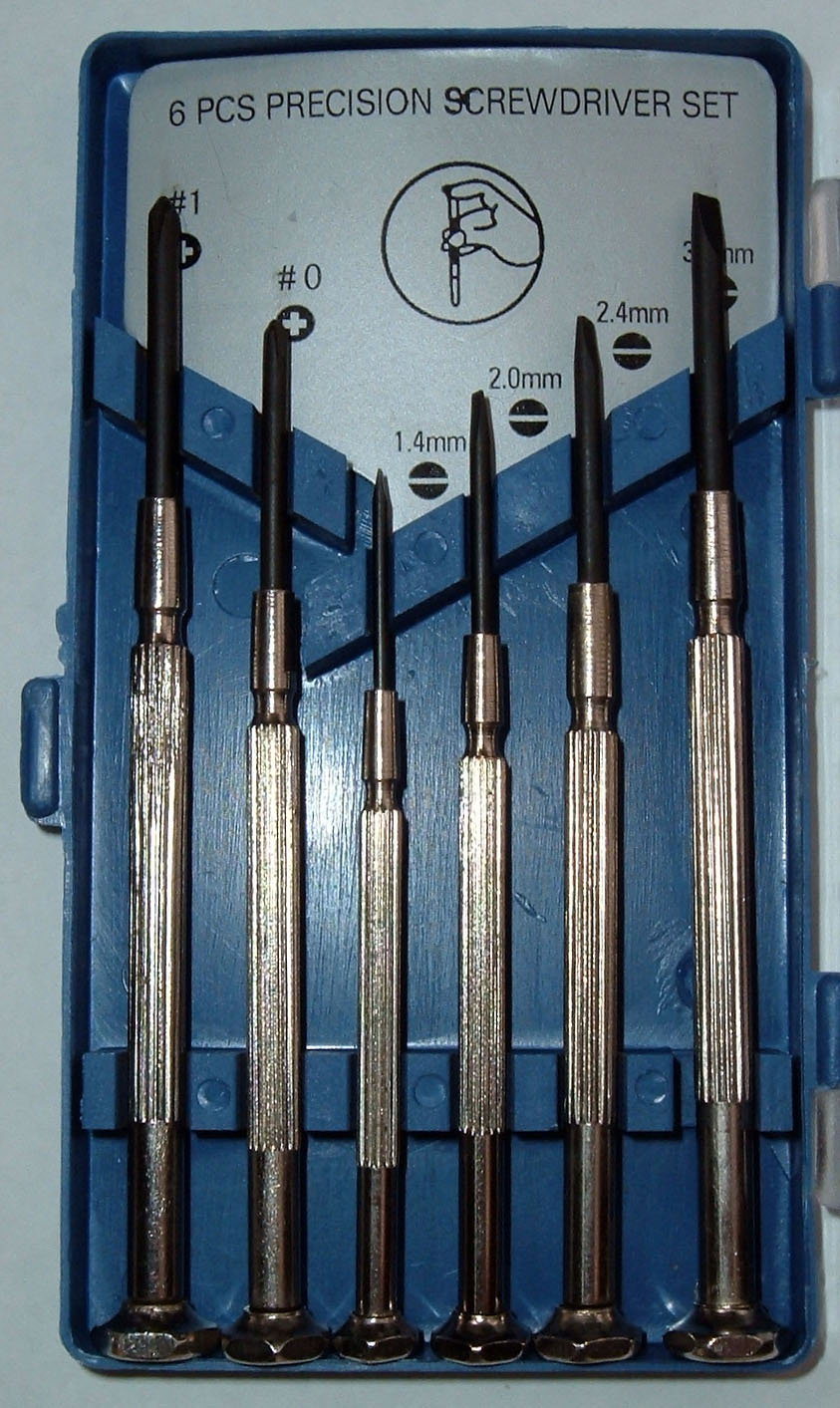
Juego de destornilladores de precisión.

Con el desarrollo de componentes electrónicos cada vez más pequeños ha sido necesario desarrollar y fabricar tornillería especialmente pequeña; este tipo de tornillos se caracteriza por ser autorroscante en materias blandas tales como plásticos, y su cabeza está adaptada para ser accionados por destornilladores muy pequeños y de precisión; el material de estos tornillos puede ser de acero inoxidable, acero normal o latón.

### Tornillos de alta resistencia
Los tornillos de alta resistencia se designan por las letras TR, seguidas del diámetro de la caña y la longitud del vástago, separados por el signo x; seguirá el tipo de acero del que están construidos
Las tuercas se designarán con las letras MR, el diámetro nominal y el tipo del acero.
Las características del acero utilizado para la fabricación de los tornillos y tuercas definidos como de alta resistencia están normalizadas.
El fabricante de este tipo de tornillos se ve obligado a entregar un certificado de garantía por lo que no son necesarios los ensayos de recepción, a no ser que el Pliego de Prescripciones Técnicas Particulares los imponga.
Los tornillos de alta resistencia llevarán en la cabeza, marcadas en relieve, las letras TR, la designación del tipo de acero, y el nombre o signo de la marca registrada del fabricante.
Sobre una de sus bases, las tuercas de alta resistencia llevarán, marcadas en relieve, las letras MR, la designación del tipo de acero, y el nombre de la marca registrada del fabricante.
Alternativamente, con la aparición de los eurocódigos en los últimos años, la nomenclatura de Tornillos de Alta Resistencia sin pretensar ha pasado a ser métrica + longitud + clase de resistencia, donde la clase se compone de dos números separados por un punto. El primero de ellos indica el valor nominal del límite de rotura por 100 (fub) en N/mm², y el segundo el valor nominal del límite elástico (fyb) en N/mm², siendo este valor el producto del límite de rotura por este segundo número dividido por 10.
Por ejemplo, M18x120 10.9 indica un tornillo de alta resistencia métrica 18, longitud nominal 120 mm, límite de rotura 1000 N/mm² y límite elástico 900 N/mm². Y M8x60 8.8 indica un tornillo de métrica 8, longitud nominal 60 mm, límite de rotura 800 N/mm² y límite elástico 640 N/mm².
Otros ejemplos de clases de resistencia normalizados son 4.6, 4.8, 5.6, 5.8, 6.8, 8.8, 10.9, 12.9.

### Tornillos de precisión
Los tornillos de precisión se instalan cuando las presiones, esfuerzos y velocidades de los procesos exigen uniones más fuertes y tornillos más fiables que eviten fallos que puedan desencadenar una avería en la máquina o estructura donde van instalados.
Estos tornillos se caracterizan por tener una resistencia extra a los esfuerzos de tracción y fatiga. La resistencia media que pueden tener estos tornillos es de 1300 N/mm² frente a los 1220  N/mm² que tienen los de la gama ordinaria.
Esta gran resistencia posibilita el montaje de tornillos de dimensiones más pequeñas o menos tornillos, ahorrando espacio, material y tiempo.
El perfil del filete de estos tornillos es redondeado eliminando la punta V aguda que es la causa principal del fallo de muchos tornillos.

### Tornillos inviolables

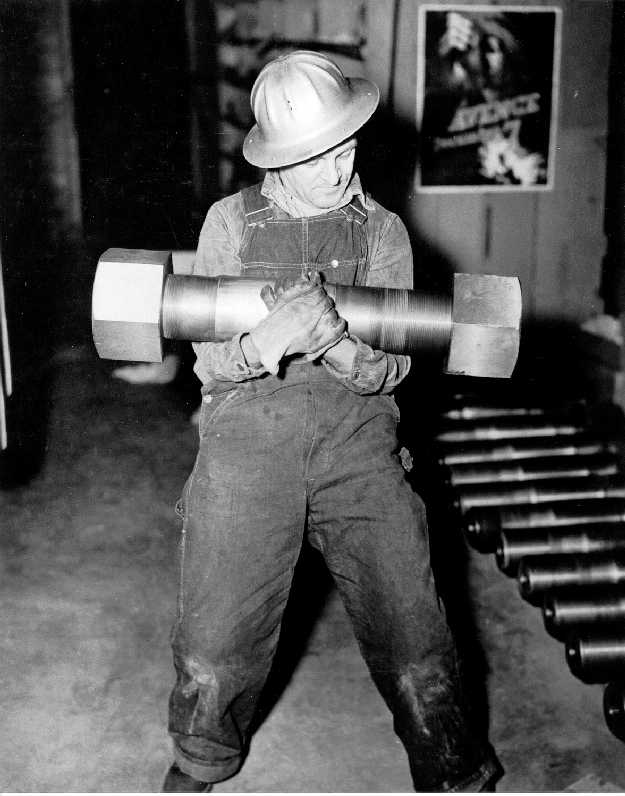
Tornillo y tuerca de grandes dimensiones.

Los tornillos inviolables son un tipo de tornillería especial que una vez atornillados en el lugar correspondiente ya es imposible quitarlos, a menos que se fuercen y rompan. Esto es gracias al diseño que tiene la cabeza, que es inclinada en su interior, de forma tal que si se intenta aflojar sale la llave sin conseguirlo. Son tornillos llamados antivandálicos y son muy utilizados en trabajos de cerrajería realizados en sitios con acceso a las calles o lugares donde pudiesen actuar personas malintencionadas. Al igual que se fabrican tornillos inviolables también se fabrican tuercas inviolables. Las normas de estos tornillos de rosca métrica corresponden a la ISO-7380 y ISO-7991 y se fabrican con cabeza Allen y con cabeza Torx.
También se utilizan algunos a los que se les acopla un sello a la cabeza, impidiendo introducir una llave para aflojarlo. Estos tornillos se venden con su tapa correspondiente, y suelen ser para llave Allen. Como solución temporal o improvisada, se pueden introducir a golpe de martillo unos plomitos redondos de pesca en el mismo lugar.

### Tornillos grandes o especiales
Con las tecnologías modernas actuales es posible fabricar aquellos tornillos que por sus dimensiones se salgan de la producción estándar. Para estos casos siempre se debe actuar de acuerdo a las especificaciones técnicas que tenga el tornillo que se desea fabricar, tamaño, material, calidad, etc.

### Tornillos de titanio
- Titanio quirúrgico: una de las mejores propiedades que tiene el titanio es que no es tóxico en contacto con el organismo de las personas, lo cual, unido a sus cualidades mecánicas de dureza, poco peso y resistencia mecánica, ha hecho posible una gran cantidad de aplicaciones de gran utilidad como prótesis articulares, implantes dentales, componentes para la fabricación de válvulas cardíacas y marcapasos y clavos o placas de osteosíntesis para la recuperación de fracturas óseas, además de muchos otros productos.

Uno de los elementos imprescindibles para muchas de las aplicaciones quirúrgicas del titanio es poder disponer de toda la gama de tornillos que puedan ser necesarios de acuerdo con la aplicación requerida.
Desde que se empezó a utilizar el titanio en el tratamiento de las fracturas y en ortopedia no se ha reportado ningún caso de incompatibilidad.
La aleación de titanio más empleada en este campo contiene aluminio y vanadio según la composición: Ti6Al4V. El aluminio incrementa la temperatura de la transformación entre las fases alfa y beta. El vanadio disminuye esa temperatura. La aleación puede ser bien soldada. Tiene alta tenacidad.
- Tornillos de titanio de alta resistencia mecánica: la industria aeronáutica utiliza una gran cantidad de tornillos de titanio y requiere de ellos una gran calidad y alta resistencia mecánica. La aleación grado 5-CA -Ti6Al4V- es la que cumple con tales exigencias técnicas. Algunos de estos tornillos se fabrican con recubrimiento de lubricante de película sólida MoS2 (disulfuro de molibdeno).

- Tornillos de titanio para motocicletas, bicicletas y artículos de hobby: dichos tornillos mejoran el aspecto y las prestaciones de los de acero y los usuarios aprecian los coloreados que tienen (oro, azul, negro, etc.), obtenidos por procesos de anodizado.

- Tornillos de titanio para uso industrial: en este caso la propiedad que se busca en el tornillo o pieza solicitada es principalmente su resistencia al ataque de todo tipo de ácidos.[11]

## Tratamientos térmicos de los tornillos
En la práctica, la mayoría de tornillos que se fabrican son de acero o aluminio. Los tornillos fabricados en aluminio son frecuentes en uniones de materiales blandos como la madera o el plástico, para aplicaciones caseras o donde se aprecia su ligereza. Entre los tornillos de aleaciones de acero hay que destacar los aceros inoxidables para aplicaciones específicas por su durabilidad, en la industria alimentaria o en condiciones corrosivas con atmósferas adversas. En los aceros, un contenido bajo de carbono permite mantener la ductilidad a pesar de la dureza del carbono; con el contenido de manganeso y silicio se consigue un tratamiento térmico a bajo coste y con el niobio se mantiene el control de tamaño del grano a alta temperatura. En los aceros inoxidables además, el cromo, junto al níquel y sobre todo el molibdeno determinan la calidad de la aleación.
El proceso industrial de fabricación de tornillos mediante estampación y laminación requiere el uso de acero de gran ductilidad, es decir con poco contenido de carbono. Esta particularidad hace que los tornillos de menor resistencia, 4. 6, 5. 6, 5. 8 y 6. 8, no reciban tratamiento térmico de endurecimiento.
Para fabricar tornillos más resistentes de calidades 8. 8 y 10. 9, la empresa productora de acero Sidenor, por ejemplo, produce un acero creado ex profeso para tornillería denominado DÚCTIL  80 y DÚCTIL  100 que se caracteriza por ser pretratado antes del proceso de fabricación de los tornillos, gracias que su composición química permite que siga siendo dúctil aunque ya tenga más resistencia mecánica, posibilitando la fabricación de tornillos en frío.
La composición química del denominado DÚCTIL  80 es la siguiente:
C: (0, 06/0, 08), Mn: (1, 30/1, 80), Si: (0, 20/0, 40), Cr: (0, 20/0, 50), Ti: (0, 20/0, 40), Nb: (0, 03/0, 05)
Este contenido tan bajo en C permite mantener la ductilidad a pesar de su dureza, con el contenido de Mn y Si se consigue templabilidad a bajo coste y con el Nb se mantiene el control de tamaño del grano a alta temperatura.
Composición parecida tiene el acero denominado DÚCTIL  100, aunque en este acero el contenido de C pasa a ser de (0, 05/0, 20) para elevar su resistencia mecánica.
Para la fabricación de tornillos de gran resistencia se suelen utilizar aceros normales (y por tanto más baratos que los aceros especiales) que permiten un temple mayor después de un tratamiento por cementación o nitruración. Un inconveniente de alguno de estos tratamientos es que el tornillo recibe una cianuración que en el tornillo es inocua, pero convierte los desechos en altamente contaminantes por el cianuro venenoso que contienen.

## Tratamientos superficiales anticorrosivos de los tornillos

Selección de tornillos cincados y pavonados.

El acero es el metal más empleado en la fabricación de tornillos. Satisface la mayor parte de las demandas de las principales industrias en términos de calidad técnica y económica para determinados usos. Sin embargo, existen una serie de limitaciones. Por ejemplo, los aceros comunes no son muy resistentes a la corrosión.
Generalmente, la función de los tornillos forma parte del soporte de la carga, por lo que una exposición prolongada puede dar lugar a daños en la integridad de la estructura con el consiguiente coste de reparación y/o sustitución. Además muchos tornillos trabajan a la intemperie. Por esta razón se utiliza la galvanización en caliente como uno de los métodos que se utilizan para mejorar la resistencia a la corrosión de los tornillos mediante un pequeño recubrimiento sobre la superficie. El galvanizado permite el recubrimiento de los tornillos mediante su inmersión en un baño de zinc fundido.
La técnica de cincado electrolítico o mecánico es la que más se utiliza para el recubrimiento anticorrosivo de los tornillos. Esta técnica consiste en depositar sobre la pieza una capa de zinc mediante corriente continua a partir de una disolución salina que contiene zinc. El proceso se utiliza para proteger piezas más pequeñas, cuando requieren un acabado más uniforme que el proporcionado por el galvanizado en caliente. No obstante, los espesores de la capa de zinc son pequeños y, por tanto, su durabilidad es más reducida.
Otro proceso de protección anticorrosiva lo constituye el tratamiento llamado pavonado.
El pavonado es un acabado negro o azulado, brillante o mate, para piezas de acero, de gran duración, efecto decorativo y resistencia a la corrosión.
El pavonado atrae y retiene los aceites lubricantes. El revestimiento no aumenta ni disminuye las dimensiones de los metales tratados, por lo que las tolerancias para el ajuste de piezas no se ven afectadas. Además, las superficies tratadas pueden ser soldadas, enceradas, barnizadas o pintadas. Se obtiene un revestimiento mate cuando se aplica sobre una superficie tratada con chorro de arena o con un mordiente químico, y un revestimiento brillante sobre una superficie pulida o lisa. Los colores que se pueden obtener varían del negro al azulado, según la clase de aleación tratada.
Para situaciones de mayor protección anticorrosiva se utiliza tornillería fabricada con acero inoxidable que lógicamente es más cara, e incluso para casos más específicos se fabrican tornillos de titanio cuya resistencia anticorrosiva es casi total

## Medición y verificación de tornillos

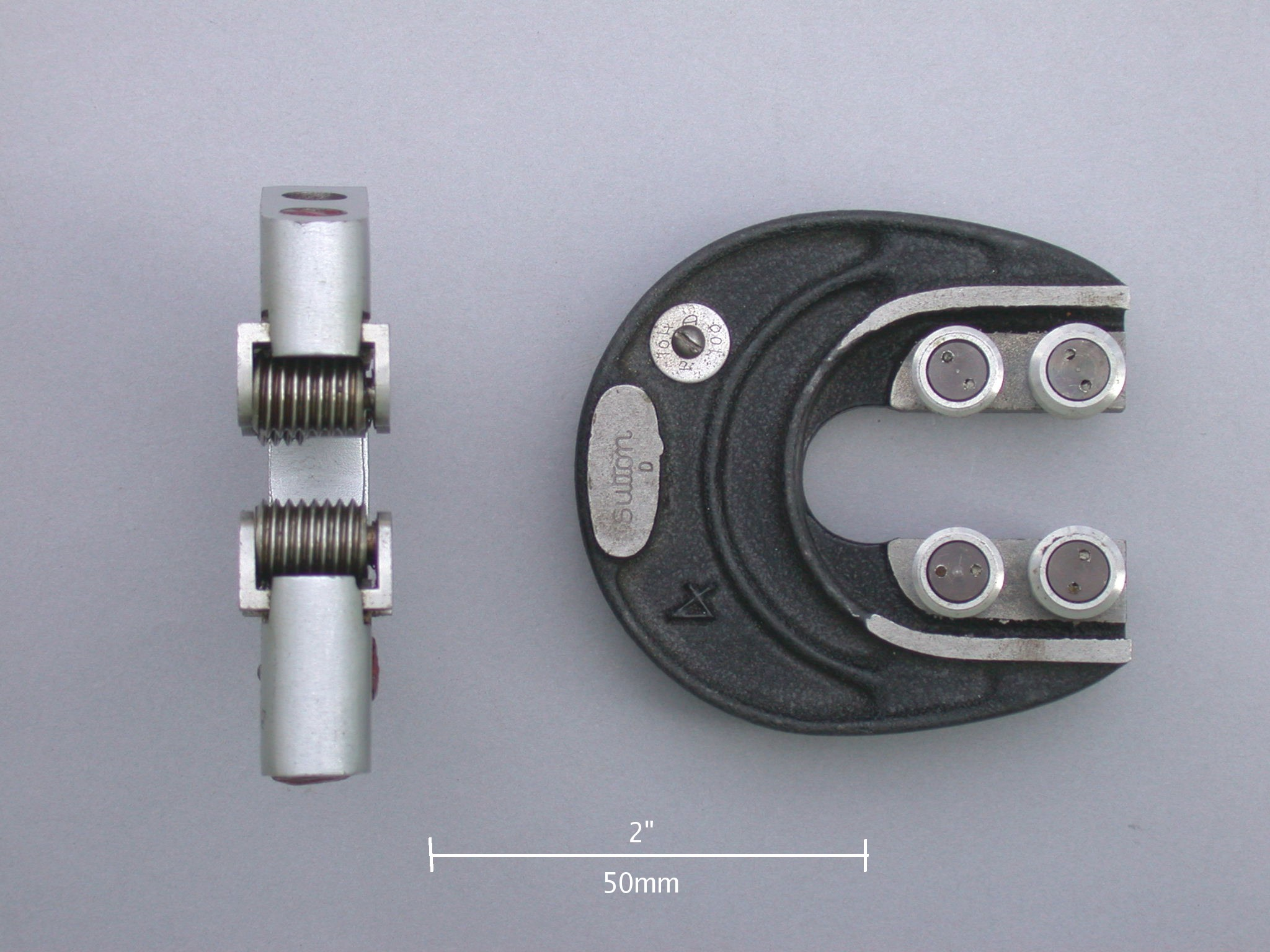
Galga (pasa no-pasa) para roscados exteriores.

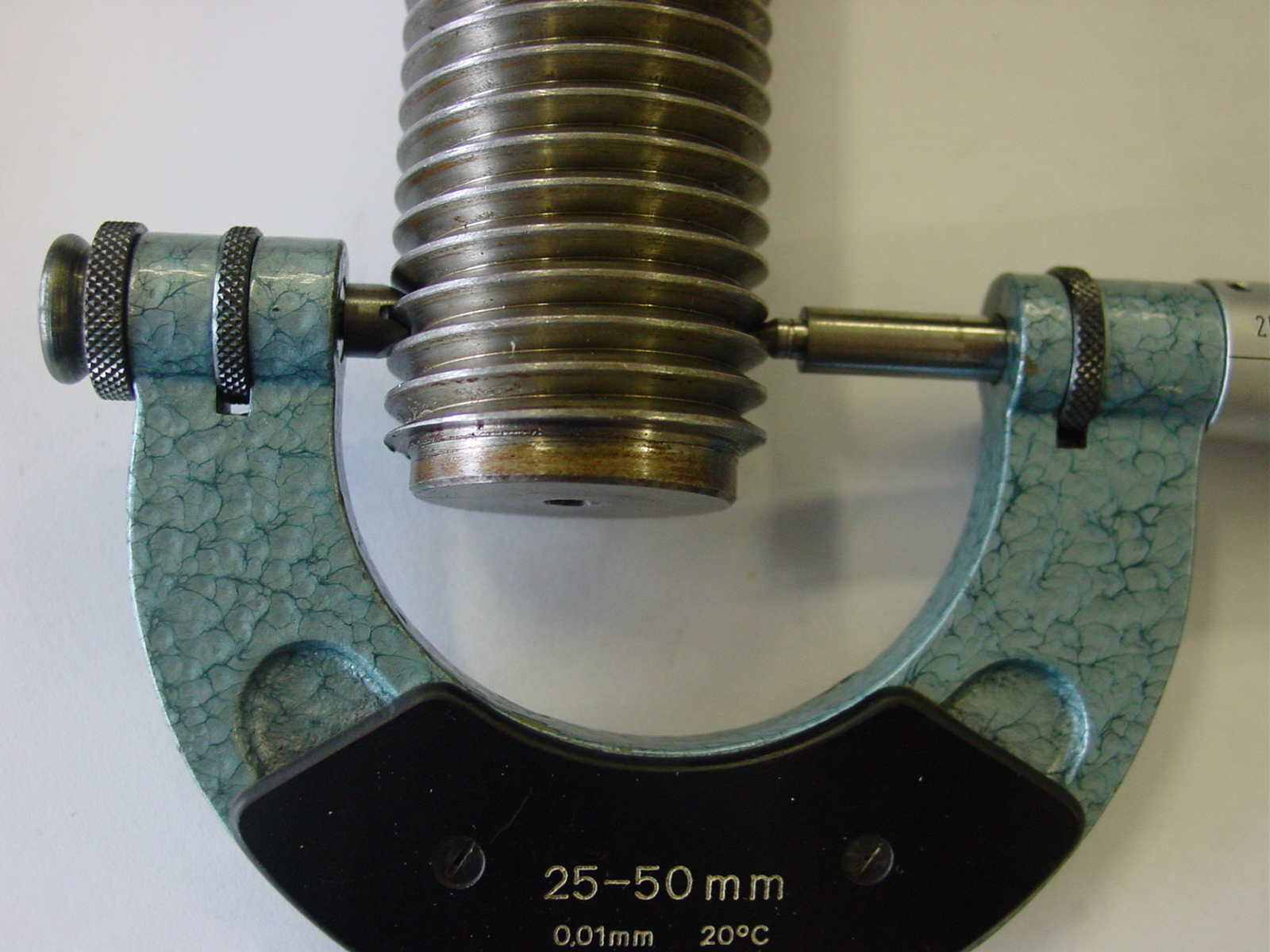
Micrómetro para medir roscas.

Existen dos medios diferentes para medir o verificar la rosca de los tornillos los que son de medición directa y aquellos que son de medición indirecta.
Para la medición directa se utilizan generalmente micrómetros cuyas puntas están adaptadas para introducirse en el flanco de las roscas. Otro método de medida directa es hacerlo con el micrómetro y un juego de varillas que se introducen en los flancos de las roscas y permite medir de forma directa los diámetros medios en los flancos de acuerdo con el diámetro que tengan las varillas.
Para la medición indirecta de las roscas se utilizan varios métodos, el más común es el de las galgas. Con estas galgas compuesta de dos partes en las que una de ellas se llama PASA y la otra NO PASA.
También hay una galga muy común que es un juego de plantillas de los diferentes pasos de rosca de cada sistema, donde de forma sencilla permite identificar cual es el paso que tiene un tornillo o una tuerca. En laboratorios de metrología también se usan los proyectores de perfiles ideales para la verificación de roscas de precisión.

## Apriete de tornillos controlado. Par de apriete
El apriete regulado se establece normalmente como la precarga que se debe aplicar al atornillar un tornillo mediante la herramienta adecuada.
- Los aprietes están regulados para la tornillería pavonada o cincada, con lubricación adecuada (µ = Coeficiente de viscosidad dinámico) y calidad de tornillo utilizada. El apriete regulado proporciona al ensamble unas mejoras esenciales porque va a evitar que el anclaje quede flojo con riesgo de desapriete o que se aplique una precarga demasiado fuerte, con riesgo de deformación de las piezas ensambladas, o de ruptura del tornillo.
- La precarga es función del par de apriete aplicado al tornillo y del coeficiente de rozamiento. La precarga es la fuerza con la que el tornillo presiona a las piezas unidas una vez apretado.
- El par de apriete es el producto de una fuerza (Por ejemplo: manual o neumática) aplicada en el extremo de un brazo de palanca constituido por las herramientas (llaves, destornillador, etc.).

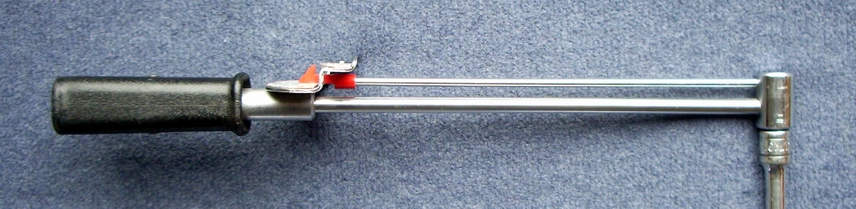
Llave dinamométrica.

par (N•m) = fuerza (Newton) x longitud (metro)
Los pares de apriete recomendables varían en función del límite elástico, el límite de rotura y las dimensiones y calidades que tenga el tornillo. También se ha de tener en cuenta los materiales de las piezas a unir, puesto que un apriete fuerte podría deformar las piezas y/o llevarlos a un estado de plasticidad en el que las piezas serán incapaces de ejercer la fuerza de reacción para mantener el tornillo tenso. En ocasiones los tornillos se aprietan con una tensión superior a su límite elástico para deformarlos y así impedir que se aflojen, calculando que en ningún caso se vaya a superar el límite de rotura. También dependerá si empleamos arandelas planas, tensoras grower, de levas tipo Nordlock, etc. Pero a pesar de las variaciones, como dato general existen tablas que regulan los pares de apriete recomendado para cada caso.
Resulta crucial que se preste atención a los pares de apriete y a las instrucciones de instalación en los casos que lo determinen las especificaciones de montaje. Los motores de los vehículos son especialmente sensibles a un par de apriete inadecuado. Los motores modernos reaccionan de un modo particularmente sensible a los errores de montaje.
La herramienta que se utiliza para apretar un tornillo con el par regulado se llama llave dinamométrica.

## Defectos y fallos de los tornillos
La tornillería en general es parte importante de la rigidez y buen funcionamiento que cabe esperar y desear de los elementos ensamblados. Por eso los fallos o defectos que pueda tener un tornillo puede ocasionar un fallo o una avería indeseada.
El primer defecto que puede presentar un tornillo es un defecto de diseño o de cálculo porque sus dimensiones o calidades no sean las adecuadas. En este caso el fallo que se puede provocar es una rotura prematura del tornillo por no poder soportar las tensiones y esfuerzos a los que está sometido.
El segundo defecto en importancia que puede tener un tornillo es un defecto de fabricación donde la calidad del material constituyente no sea la prevista en el diseño, o un defecto dimensional en lo que respecta principalmente a las tolerancias que debe tener su roscado. En este caso se puede producir una rotura del tornillo o un deterioro de la rosca.
El tercer defecto puede ser un montaje deficiente por no aplicar el par de apriete adecuado, de acuerdo con su calidad y dimensiones. En este caso si es un exceso de apriete se puede producir la rotura del tornillo o el deterioro de la rosca, y si es un defecto de apriete el ensamblaje queda flojo y si es un objeto en movimiento aparecen vibraciones indeseadas que ocasionan una avería en el mecanismo ensamblado.

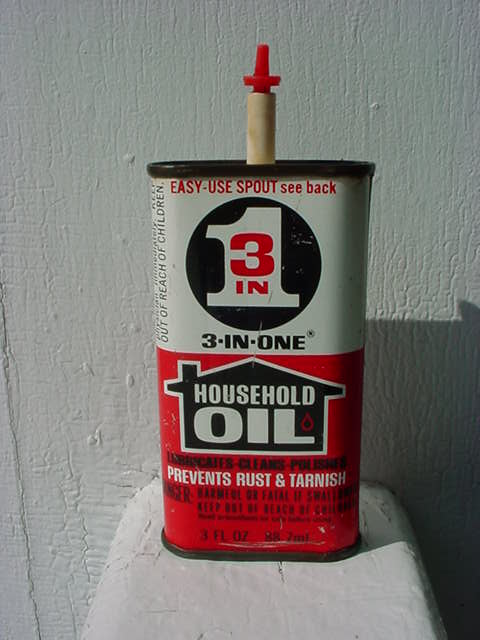
Líquido penetrante para aflojar tornillos oxidados.

El cuarto defecto se produce por deterioro del tornillo si resulta atacado por la oxidación y corrosión si no ha sido protegido debidamente. En este caso y durante las operaciones rutinarias de mantenimiento preventivo del mecanismo se deben sustituir todos los tornillos deteriorados por unos nuevos y protegerlos adecuadamente de la corrosión y oxidación.
El último defecto grave que puede tener un tornillo es cuando se procede al desmontaje de un ensamblaje y si por causa de la oxidación y corrosión el tornillo se descabeza en el momento de intentar aflojarlo. Para estos casos de tornillos deteriorados se deben utilizar productos lubricantes que permitan el aflojamiento sin que se rompa el tornillo.

## Historia

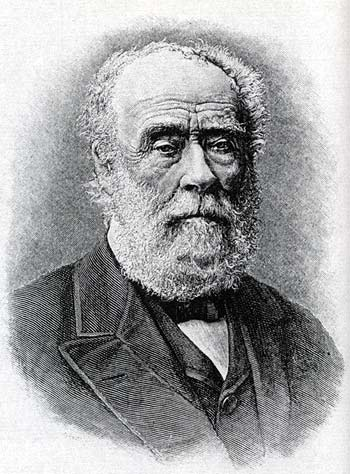
Sir Joseph Whitworth.

Los primeros antecedentes de la utilización de roscas se remontan al tornillo de Arquímedes, desarrollado por el sabio griego alrededor del 300  a.  C., empleándose ya en aquella época profusamente en el valle del Nilo para la elevación de agua.
Durante el Renacimiento las roscas comienzan a emplearse como elementos de fijación en relojes, máquinas de guerra y en otras construcciones mecánicas. Leonardo da Vinci desarrolló por entonces métodos para el tallado de roscas; sin embargo, estas seguirán fabricándose a mano y sin ninguna clase de normalización hasta bien entrada la Revolución industrial.

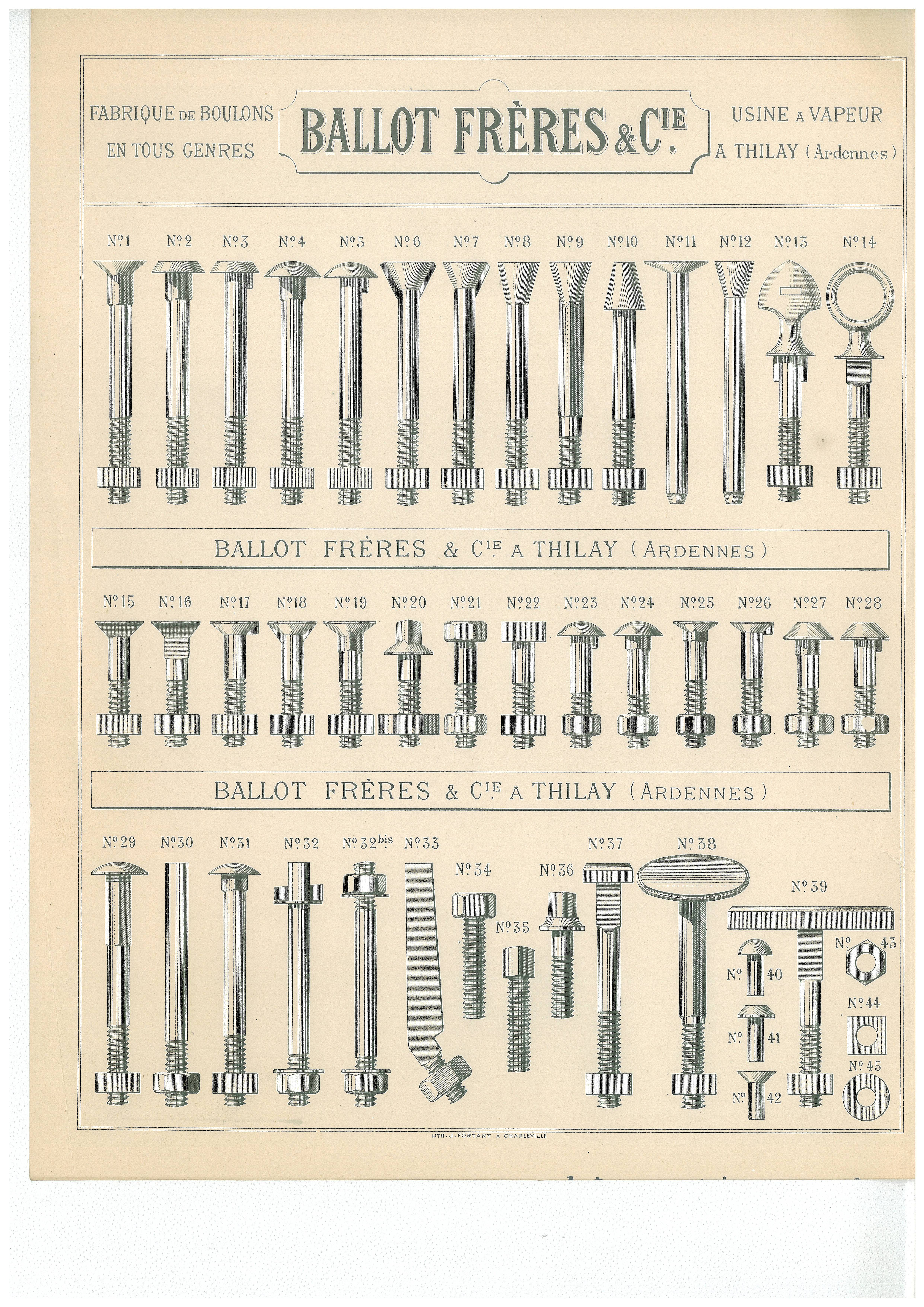
Catálogo de ferretería ETS BALLOT FRÈRES, firma francesa cerrada en 1920 luego de 100 años de fabricación de tornillos, pernos, roscas y variadas fijaciones.

En 1841, el ingeniero británico Joseph Whitworth definió la rosca que lleva su nombre.
En 1864, William Sellers hizo lo mismo en Estados Unidos.
Esta situación se prolongó hasta 1946, cuando la Organización Internacional de Normalización (ISO) definió el sistema de rosca métrica, adoptado actualmente en prácticamente todos los países. En los Estados Unidos, en cambio, se sigue empleando la norma SAE (Society of Automotive Engineers: Sociedad de Ingenieros de Automoción).
La rosca métrica tiene una sección triangular que forma un ángulo de 60° y la cabeza un poco truncada para facilitar el engrase.